# Hegy

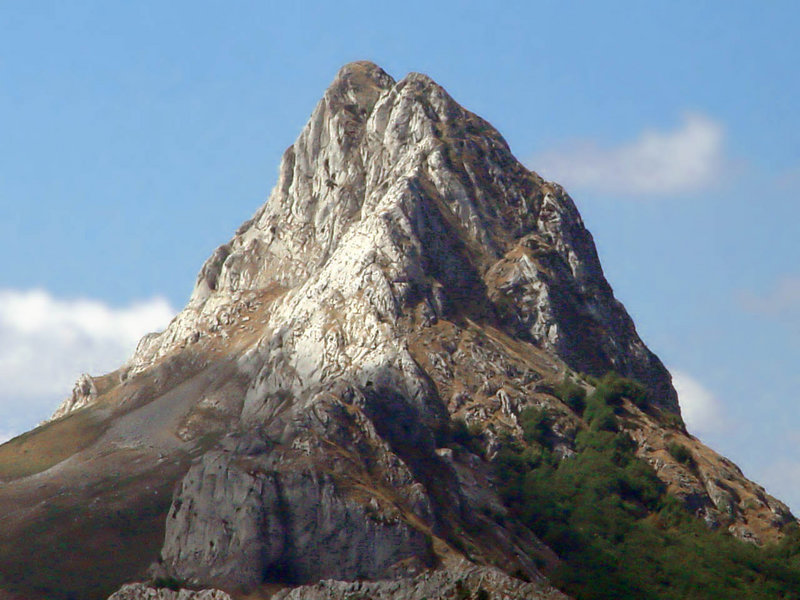
A Pico Yordas hegy Spanyolországban

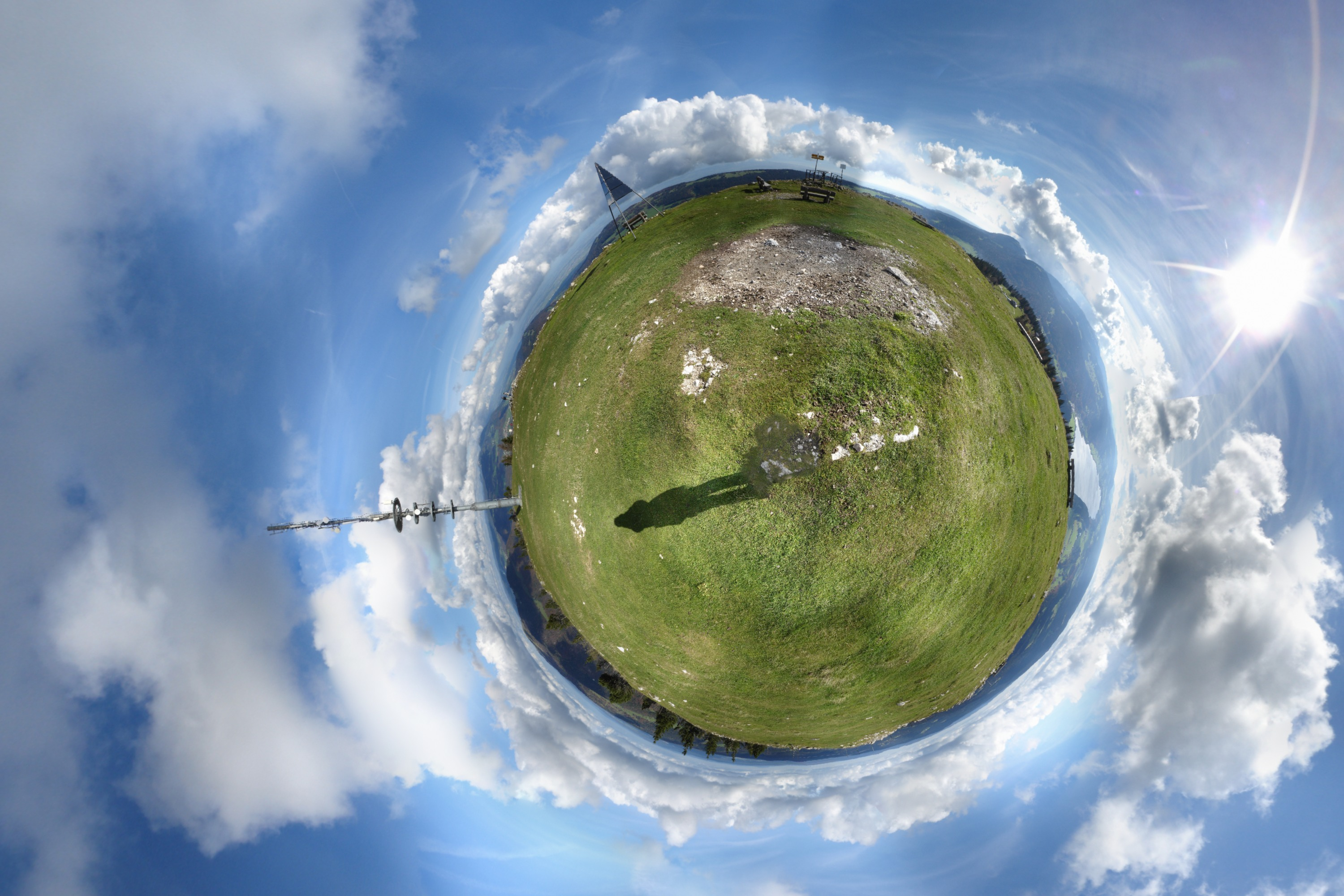
120 fényképből álló gömbpanoráma a svájci Dent de Vaulion hegycsúcsról

A hegy a földfelszín olyan kiemelkedése, amelynek magassága környezetéhez képest legalább 500 méter, mely többnyire meredeken emelkedik ki környezetéből. Legmagasabb pontja a hegycsúcs. Meredekségéből adódik, hogy alapterülete viszonylag kisebb, csúcspontja jól meghatározható. (A magassági határt illetően a források eltérnek; néhol csupán 100 métert adnak meg.)
Ha magassága a fenti határt nem éri el (valamint ha kevésbé meredek), dombról beszélünk; a 30 méternél alacsonyabb kiemelkedés neve halom.
Magasságuk megállapításakor nem a térképen feltüntetett, tengerszint feletti (abszolút) magasságot, hanem a környezetükhöz viszonyított (relatív) magasságot veszik figyelembe. (Ezt például térképi szintvonalak segítségével lehet megállapítani.) 
Például a Gellért-hegy csúcsának tengerszint feletti magassága 235 méter, ám mivel a Duna völgye Budapestnél mintegy 100 méterrel van a tengerszint fölött, a hegy relatív magassága csak kb. 130 méter. Ennek ellenére hegynek nevezik, mivel a Duna felé meredek sziklafallal tekint, míg a dombokat tipikusan minden oldalról lejtők veszik körül.
A hegy hegység, hegylánc része is lehet. Utóbbi típusairól lásd a hegység szócikket.

## Csúcsok

### A földrészek legmagasabb hegyei
A hegyek magassága kontintensenként igencsak eltérő. Ausztráliában például sok millió éve nem képződtek új hegyek, és a felszínét erősen lepusztította az erózió, az Alpok vagy a Himalája azonban csak „nemrég” gyűrődött fel (a Himalája kiemelkedése máig sem ért véget).
A legmagasabb hegyek kontinensenként (Palmer, 1998):
| Földrész      | Hegység              | Magassága | Ország                   |
| ------------- | -------------------- | --------- | ------------------------ |
| Ausztrália    | Mount Kosciuszko     | 2229 m    | Ausztrália, Új-Dél-Wales |
| Ázsia         | Mount Everest        | 8846 m    | Nepál/Tibet              |
| Afrika        | Kilimandzsáró (Kibo) | 5895 m    | Kenya                    |
| Dél-Amerika   | Aconcagua            | 6959 m    | Argentína                |
| Észak-Amerika | Denali               | 6194 m    | USA, Alaszka             |
| Antarktisz    | Vinson Massif        | 4897 m    | Antarktisz               |
| Európa        | Elbrusz              | 5624 m    | Oroszország              |

Az a csúcs, amely a legmesszebb van a Föld magjától, az ecuadori Chimborazo. 6267 m-es magasságával nem csak az Andok egyik legmagasabb csúcsa, hanem, mivel a Chimborazo nagyon közel van az Egyenlítőhöz és a Föld az Egyenlítőnél jobban kidudorodik, így 2150 m-rel távolabb van a Föld középpontjától, mint a Mount Everest. A csúcs, amely a legmesszebb emelkedik ki az alapjától, Hawaiiban található (Mauna Kea), amelynek csúcsa a Csendes-óceán aljzatától több mint 9000 m-re található.
Bár ma a Mount Everest a Föld legmagasabb hegye, sokkal magasabb hegységek is voltak korábban bolygónkon. A prekambrium időszakban a Kanadai pajzs egy óriási, 12 000 m-t is elérő hegységet hordozott magán – ez mára puszta dombsággá erodálódott.
A ma ismert legmagasabb hegy a Naprendszerben a Mars bolygón található Olympus Mons.